# René Robert Cavelier de La Salle
René Robert Cavelier, Sieur de La Salle, případně pouze Robert de LaSalle (22. listopadu 1643, Rouen – 19. března 1687, Huntsville v dnešním Texasu) byl francouzský cestovatel a objevitel, který prozkoumal oblast Velkých jezer na hranicích Kanady a Spojených států amerických, řeku Mississippi a Mexický záliv. La Salle prohlásil ústí řeky Mississippi za doménu francouzského krále. Roku 1687 byl zabit svými muži během vzpoury.
Na jeho počest byla pojmenována jedna z automobilek koncernu General Motors. Vozy pod značkou LaSalle tvořily vrchol nabídky automobilky Cadillac (rovněž pojmenované po francouzském objeviteli Antoinu de Lamothe-Cadillac) a byly vyráběny v letech 1927–1942.